# ZENworks
ZENworks はノベルが開発したシステム管理のためのソフトウェアスイートである。サーバ、デスクトップPC、ノートパソコン、携帯機器（PDA）の製品ライフサイクル全体を管理する。ZENworksは各種サーバプラットフォームをサポートし、複数のディレクトリ・サービスに対応している。

## 歴史
ZEWNworksはノベルがインテルのLANdesk Managerのライセンス提供を受けて販売した製品がベースとなっている。ディレクトリ・サービスに対応した時点でノベルはこれを NAL (Novell Application Launcher) と改称した。NALは成功し、様々な機能拡張が行われ、"ZENworks" と改称された（"Zero Effort Networks" に由来する名称）。"Novell Application Launcher" という名称はサービス名として残っており、パッケージ内にもNAL-で始まる名前のプログラムが多数存在する。
ZENworks の最初の製品は ZENworks 1.0 と ZENworks Starter Pack であった（後者は 1.0 の機能限定版で、後に NetWare 5.0 に同梱された）。ノベルはサーバ管理機能を追加し、製品は "ZENworks for Desktops" (ZfD) と "ZENworks for Servers" (ZfS) からなるスイートに成長した。その後もノベルはコンポーネントを追加していき、全体を "ZENworks Suite" と呼ぶようになった。

## 機能
ZENworks は以下の9つのパッケージから構成され、それぞれ独立して動作する。
- デスクトップ管理 ("ZENworks Desktop Management", ZDM) は、Windows搭載のデスクトップPCやノートPCをポリシー駆動型の自動化によって集中管理するもので、ソフトウェアインストール、設定、ハードディスクイメージ、資産情報、トラブルシューティングなどの機能がある。
  - デスクトップ管理でインストールされたソフトウェアパッケージには自己修復機能があり、オンデマンドでインストール可能。
  - MSIパッケージとグループポリシーもサポートしている。
- パーソナリティマイグレーションは、現在はCAが所有するDesktopDNAを修正したバージョン。文書や設定をWindowsのバージョンに関わらず Windows マシン間で移行できる。
- ソフトウェアパッケージングは、マクロヴィジョンのAdminStudioの特別版。配布のためのMSIパッケージを作成できる。
- データ管理は、ノベルのiFolderベースのソフトウェア。クライアントサーバモデルのファイル同期を行う。
- パッチ管理は、自動パッチ管理ソフトウェア。ノベルが運営する Windows、Linux、その他のUNIXプラットフォームのパッチを集めたサイトとやり取りし、企業内のパッチ適用状況の管理、パッチの自動配布などを行う。
- Linux管理は、Red Carpet をベースとしたもの（バージョン 6.6.2 まで）で、LinuxマシンでのRPMパッケージの管理を行う。バージョン7で完全に書き換えられ、資産管理、ポリシー適用、システム可視化などの機能が追加された。ノベルは、SUSE Linux 製品のセキュリティパッチやバグ修正を RPM パッケージの形式で提供している。
- サーバ管理は、ポリシー駆動型自動化によって各種サーバを遠隔から管理する。
- ハンドヘルド管理は、Palm、Windows CE、Pocket PC、BlackBerry といった機器の遠隔からの更新・設定・インベントリなどを行う。
- 資産管理は、ハードウェアおよびソフトウェアのインベントリを扱う。

## システム諸元

### 管理対象プラットフォーム及び機器
- デスクトップ管理
  - Windows 7
  - Windows Vista
  - Windows XP
  - Windows 2000 Professional SP4
  - Windows 98 SE
  - Citrix XenApp MetaFrame XP
  - Citrix XenApp 5.0
  - Citrix XenApp 6.0

- サーバ管理
  - NetWare 5.1, NetWare 6, NetWare 6.5
  - Novell Open Enterprise Server
  - Windows 2000 Server, Windows Server 2003, Windows Server 2008, Windows Server 2008 R2, Windows 2012 Server, 2012 Server R2, Windows 2016 Server, Enterprise Server 8 / 9 / 10 / 11 / 12
  - Red Hat Server 2.1
  - Red Hat Enterprise Linux AS 3 / 4 / 5, Red Hat Enterprise Linux ES 3 / 4 / 5
  - Solaris 9
- Linux管理
  - Novell Linux Desktop SP1, x86, x86_64, x86_EM64T
  - Novell Open Enterprise Server, x86
  - SUSE LINUX Enterprise Server 9 SP1 x86, x86_64, x86_EM64T
  - SUSE LINUX Professional 9.3, x86, x86_64, x86_EM64T
  - SUSE LINUX Desktop 10 / 11
  - Red Hat Enterprise Linux 4.0 AS, ES, WS, x86
- ハンドヘルド管理
  - Palm OS 3.5 以降
  - Windows CE 2.11 以降（Pocket PC も）
  - BlackBerry 850/857, BlackBerry 950/957

### 管理サーバプラットフォーム
- デスクトップ管理
  - NetWare 6.5 SP1
  - NetWare 6 SP4
  - Windows 2000 Server SP4
  - Windows Server 2003, 2008 SP1,SP2, 2008 R2, Windows 2012 Server, Windows 2012 R2 Server,Windows 2016 Server,
  - SUSE LINUX Enterprise Server 9 SP1, 10 SP2, 11 SP1, SLED 12
  - RedHat Linux 5.3, 5,4, 5.5
- サーバ管理
  - NetWare 5.1, NetWare 6, NetWare 6.5
  - Windows 2000 Server, Windows Server 2003
  - SUSE LINUX Enterprise Server 8 / 9
  - Red Hat Advanced Server 2.1, Red Hat Enterprise Server 2.1
  - Red Hat Enterprise Linux AS 3 / 4, Red Hat Enterprise Linux ES 3 / 4
- Linux管理
  - SUSE LINUX Enterprise Server 9 SP1 x86 / SLES 11 / SLES 12 /  SLES for SAP Applications 12, SLES 15 / SLES For SAP Applications 15 /  Open Enterprise Server 11 / Open Enterprise Server 2015 / Open Enterprise Server 2018 / openSUSE Leap 42.3、42.4 / 15
- ハンドヘルド管理
  - Windows 2000 server / workstation
  - Windows Server 2003
- 構成管理
  - Windows 2000 Server
  - Windows 2003 Server
  - SuSE Linux Enterprise Server 10 SP1
  - Open Enterprise Server 2 (Linux)

### サポートされているディレクトリサービス
- NetIQ eDirectory
- Microsoft Active Directory
- Lightweight Directory Access Protocol LDAP v3